# Shushufindi
Shushufindi ist eine Stadt und die einzige Parroquia urbana im Kanton Shushufindi der ecuadorianischen Provinz Sucumbíos. Die Parroquia besitzt eine Fläche von 452,4 km². Beim Zensus 2010 wurden 26.376 Einwohner gezählt. Davon lebten 16.355 Einwohner im Hauptort.

## Lage
Die Parroquia Shushufindi liegt im Amazonastiefland südöstlich der Provinzhauptstadt Nueva Loja. Der Río Aguarico fließt entlang der nordöstlichen und östlichen Verwaltungsgrenze nach Südosten. Dessen rechte Nebenflüsse Río Eno und Río Shushufindi durchqueren die Parroquia in östlicher Richtung. Der Río La Sur begrenzt das Areal im östlichen Süden. Im äußersten Südwesten reicht das Verwaltungsgebiet bis zum Río Jivino Verde. Die etwa 260 m hoch gelegene Stadt Shushufindi befindet sich 40 km südöstlich der Provinzhauptstadt Nueva Loja. Über eine 20 km lange Nebenstraße ist die Stadt an die weiter westlich verlaufende Fernstraße E45A (Nueva Loja–Puerto Francisco de Orellana) angebunden.
Die Parroquia Shushufindi grenzt im Norden an die Parroquias Dureno und Pacayacu, im Osten an die Parroquia Tarapoa (Kanton Cuyabeno), im Süden an die Parroquias San Roque und Limoncocha, im äußersten Südwesten an die Provinz Orellana mit den Parroquias La Joya de los Sachas und Enokanqui (beide im Kanton La Joya de los Sachas) sowie im Westen an die Parroquia Siete de Julio.

## Geschichte
Die Parroquia Shushufindi gehörte ursprünglich zum Kanton Francisco de Orellana der Provinz Napo. Am 7. August 1984 wurde der Kanton Shushufindi gegründet und Shushufindi wurde eine Parroquia urbana und Sitz der Kantonsverwaltung.

## Persönlichkeiten
- Ángelo Preciado (* 1998), Fußballspieler